# 井上鍾
井上 鍾（いのうえ あつむ、1902年9月27日 - 没年不明）は、日本の実業家。シュミット商会の社長、会長を務めた。

## 生涯
広島県出身。
シュミット商会の社員としてライカが日本に最初に輸入された時からライカに関わり、使い込んで理解し納得した上でその良さに傾倒し、万人に知らせたいという意欲に燃えた人であった。
エルンスト・ライツは日本においてドイツ本国以上に活発に印刷物による広告活動を行なったが、その大量の印刷物の文章をほとんど全て担当していたという。その中にはライカ・コンタックス論争の中で佐和九郎の『ライカとコンタックスとどちらがよいか?』に対抗して1936年に発行した、有名な『降り懸かる火の粉は拂はねばならぬ』が含まれている。その独特な調子の文章に酔いしれ、ライカ党に転向した人も多くいる。